# Dugald McInnes
Pour les articles homonymes, voir McInnes.
Dugald McInnes, né le 2 juin 1877 à Ballachulish et mort le 11 septembre 1929 à Edmonton, est un tireur sportif canadien.

## Carrière
Dugald McInnes participe aux Jeux olympiques de 1908 à Londres où il est médaillé de bronze en rifle d'ordonnance par équipes.